# 科隆日拉鲁日
科隆日拉鲁日（法語：Collonges-la-Rouge，法語發音：[kɔlɔ̃ʒ la ʁuʒ]）是法国科雷兹省的一个市镇，位于该省西南部，属于布里夫拉盖亚尔德区。

## 地理
科隆日拉鲁日（45°3'39"N, 1°39'18"E）面积14.31 平方千米，位于法国新阿基坦大区科雷兹省，该省份为法国中南部省份，北起上维埃纳省和克勒兹省，西接多爾多涅省，南至洛特省，东临多姆山省和康塔爾省。
与科隆日拉鲁日接壤的市镇（或旧市镇、城区）包括：韦河畔绍富、拉格莱若勒、利涅拉克、梅萨克、诺阿亚克、萨亚克。

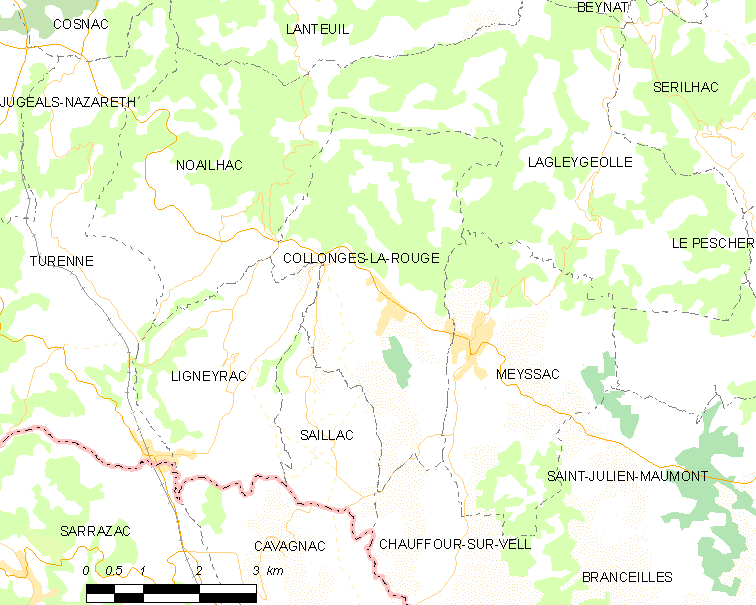
科隆日拉鲁日的OSM定位图

科隆日拉鲁日的时区为UTC+01:00、UTC+02:00（夏令时）。

## 行政
科隆日拉鲁日的邮政编码为19500，INSEE市镇编码为19057。

## 政治
科隆日拉鲁日所属的省级选区为科雷兹南部县。

## 人口

1962-2008年间科隆日拉鲁日人口变化图示

科隆日拉鲁日于2022年1月1日时的人口数量为478人。